# 西尔维娅·施瓦贝
西尔维娅·施瓦贝（德語：Sylvia Schwabe，1962年12月20日—），德国女子赛艇运动员。她曾代表东德参加世界赛艇锦标赛，获得二枚金牌和一枚银牌，两枚金牌均来自女子双人双桨项目。